# 共同浴場

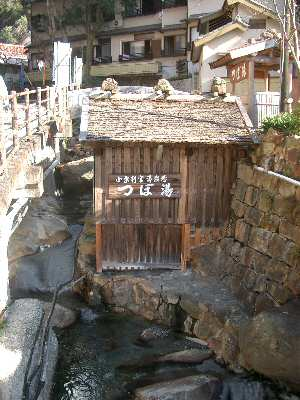
日本最古の共同浴場といわれる『つぼ湯』（湯の峰温泉）

共同浴場（きょうどうよくじょう）とは、主に温泉地に存在する、地元の人々が管理する温泉を利用した浴場。このような温泉地の施設には外湯施設などとして一般入浴開放とする施設と特定の地元住民専用の入浴施設がある。

## 概要
共同浴場は、広義には「不特定多数の人々が共同で入浴する浴場」と定義され、銭湯などの公衆浴場のほか、旅館の大浴場、スーパー銭湯、公共立ち寄り温泉などを広く含む。
狭義には「温泉湧出地域にみられる、主に地域住民向けの温泉浴場」と定義される。この温泉湧出地域にみられる主に地域住民向けの温泉浴場は、自治体や地域の管理組合（旧慣上の温泉権や惣有財産にもとづく財産法人や財産区、地縁団体など）により維持・管理・運営が行われているものが多く、地域住民の共同資源となっている。
「共同湯」という呼称もあり、「共同浴場」とほぼ同じ対象や中身で用いられることもあるが、「共同浴場」で網羅される対象が広くなりすぎたために「共同湯」の言葉に伝統的な共同管理や共同利用の意味を持たせるようになったという指摘もある。広義の共同浴場に対して、地域住民が自主的に維持・運営する共同浴場を「共同風呂」と呼んで区別する文献もある。
なお、温泉場において旅館の外部に位置する共同浴場は総湯（そうゆ）と呼ばれることもある。

## 運営
大分県別府市には2001年（平成13年）現在で源泉数は総数2,850孔の源泉があり（『別府市統計書』）、別府温泉では「市有市営温泉」が18施設、「市有区営温泉」が65施設、「区有区営および組合営温泉」が19施設あり、公共の入浴場が圧倒的に多い特徴がある。
野沢温泉では温泉権を地元の団体である財団法人の野沢会が持ち、温泉のほか山林や水利権なども保有している（祭りなどの運営は野沢組が行っているが財団法人の野沢会とほぼ同じメンバーである）。一方で共同湯の維持管理は湯仲間と呼ばれる地域住民の団体が行っており、源泉所有者としての野沢組（野沢会）と利用者団体としての湯仲間が並立する制度がとられている。
山中温泉では江戸時代以前から共同浴場で温泉場唯一の浴場であった「惣湯」を守り、1876年（明治9年）に泉源と浴場の権利の一切を山中村有（後に山中町有）とした。

## ジモ専
観光客に共同浴場を開放している温泉地があるかたわら、地元の人のみに利用を制限している場合もある。そのような浴場の事を、温泉愛好家の間では「ジモ専」（「地元専用」の略語）と呼んでいる。例えば、別府温泉の羽衣温泉などが「ジモ専」として紹介されている。
ただし、地元の人以外に宿泊客のみに開放する場合、特定の曜日のみ一般開放する場合、なども存在する。また、かつては共同浴場に宿泊客が入ることができるようにするため、住民と旅館の覚書が交わされた地区もある。例えば、湯田中温泉では、9軒の共同浴場のうち一番湯である大湯のみを観光客に開放している。ほかは特定曜日のみ開放する浴場や、通年宿泊客と地元の人にのみ利用を制限した浴場となっている。

## 各地の共同浴場（ギャラリー）

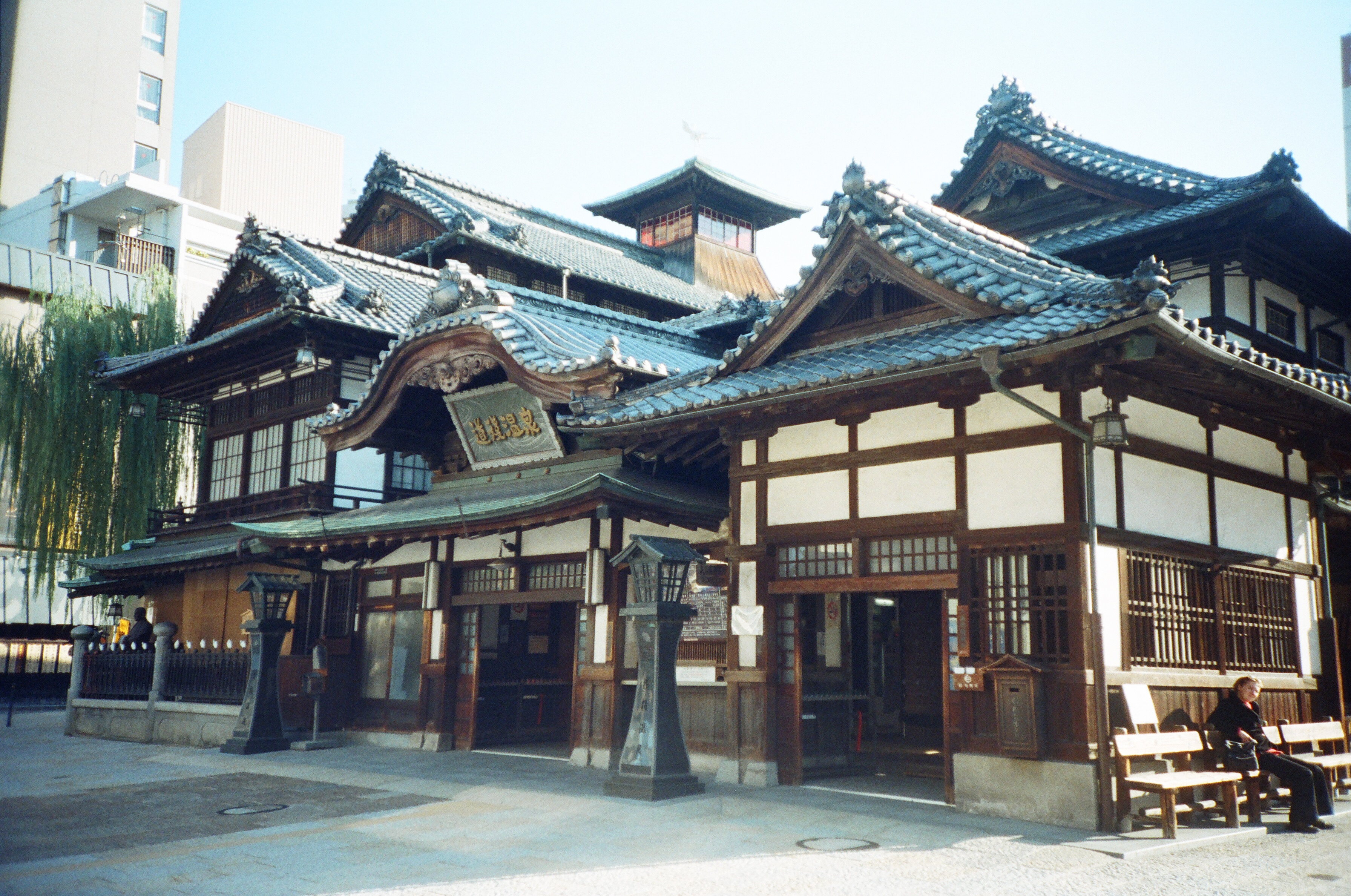
重要文化財・道後温泉本館
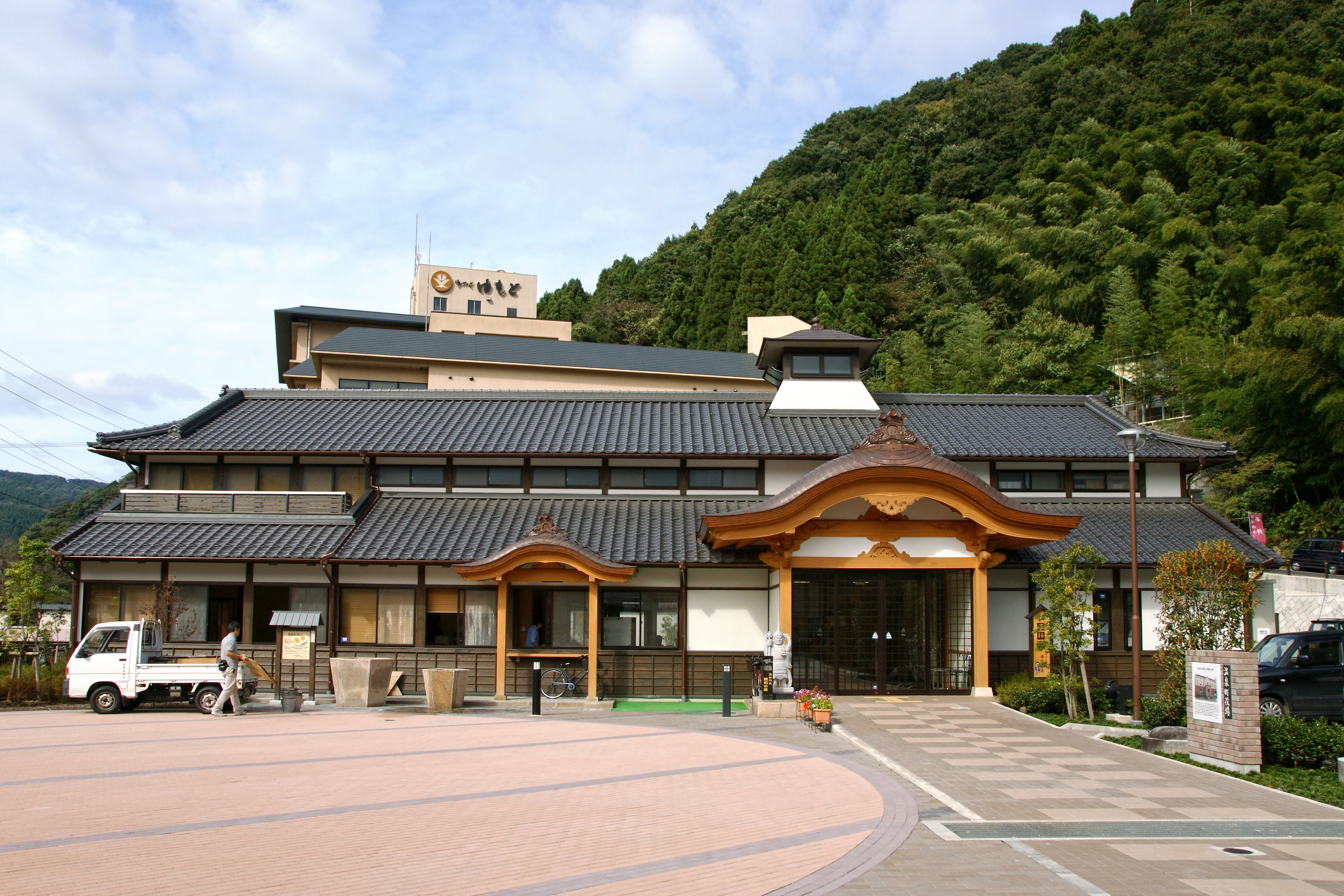
湯村温泉「薬師湯」
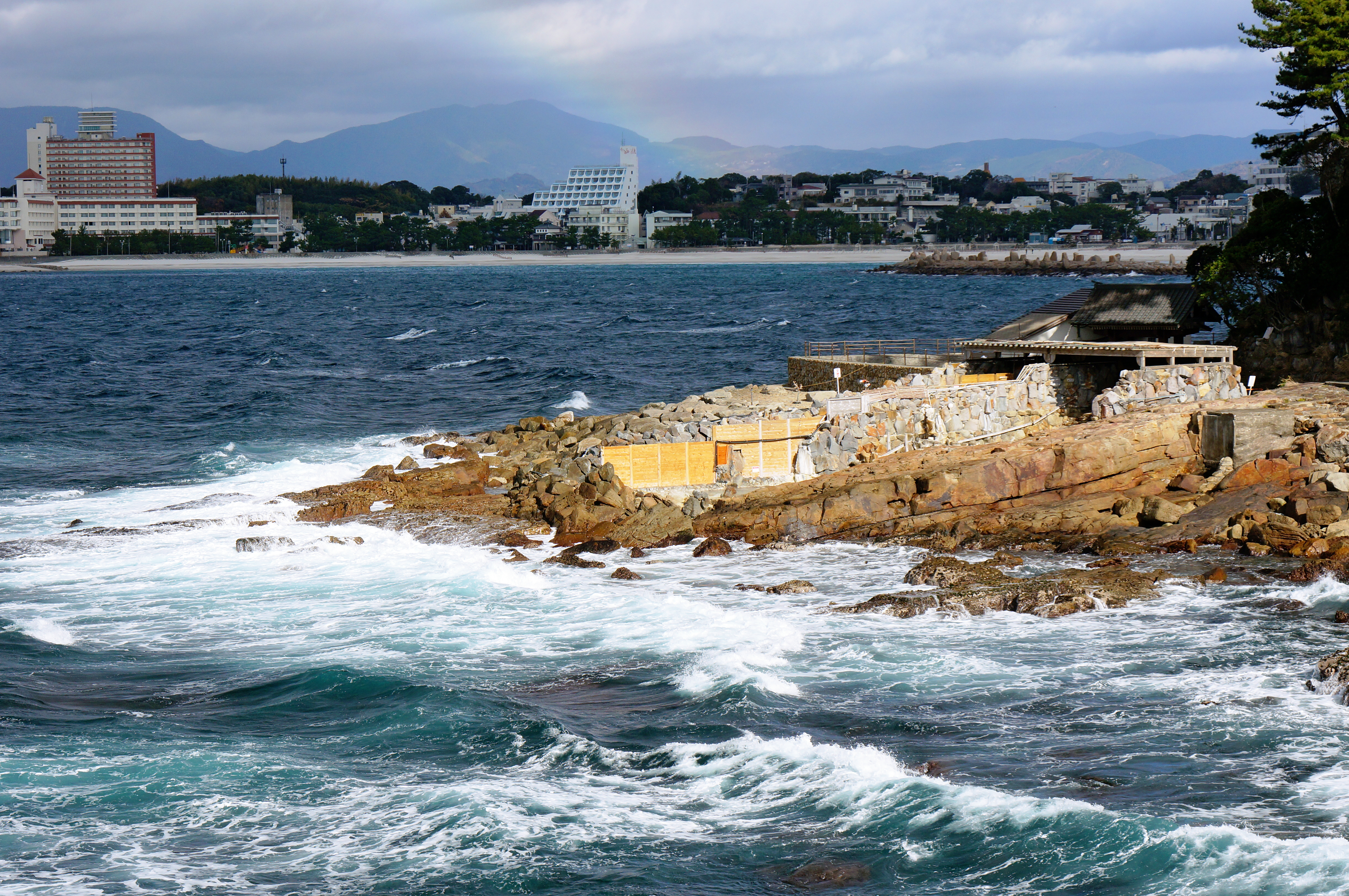
南紀白浜温泉「崎の湯」
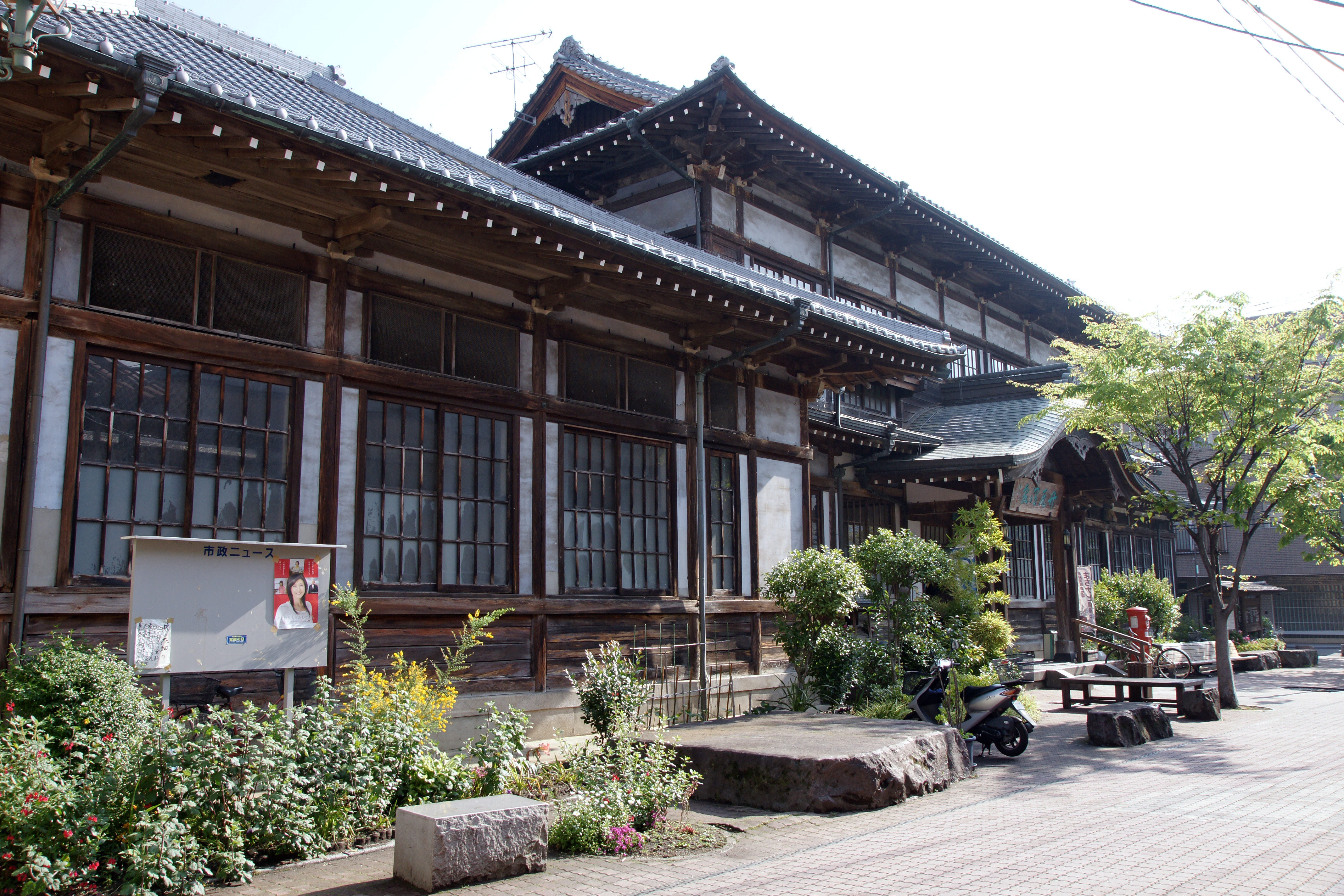
別府温泉 竹瓦温泉
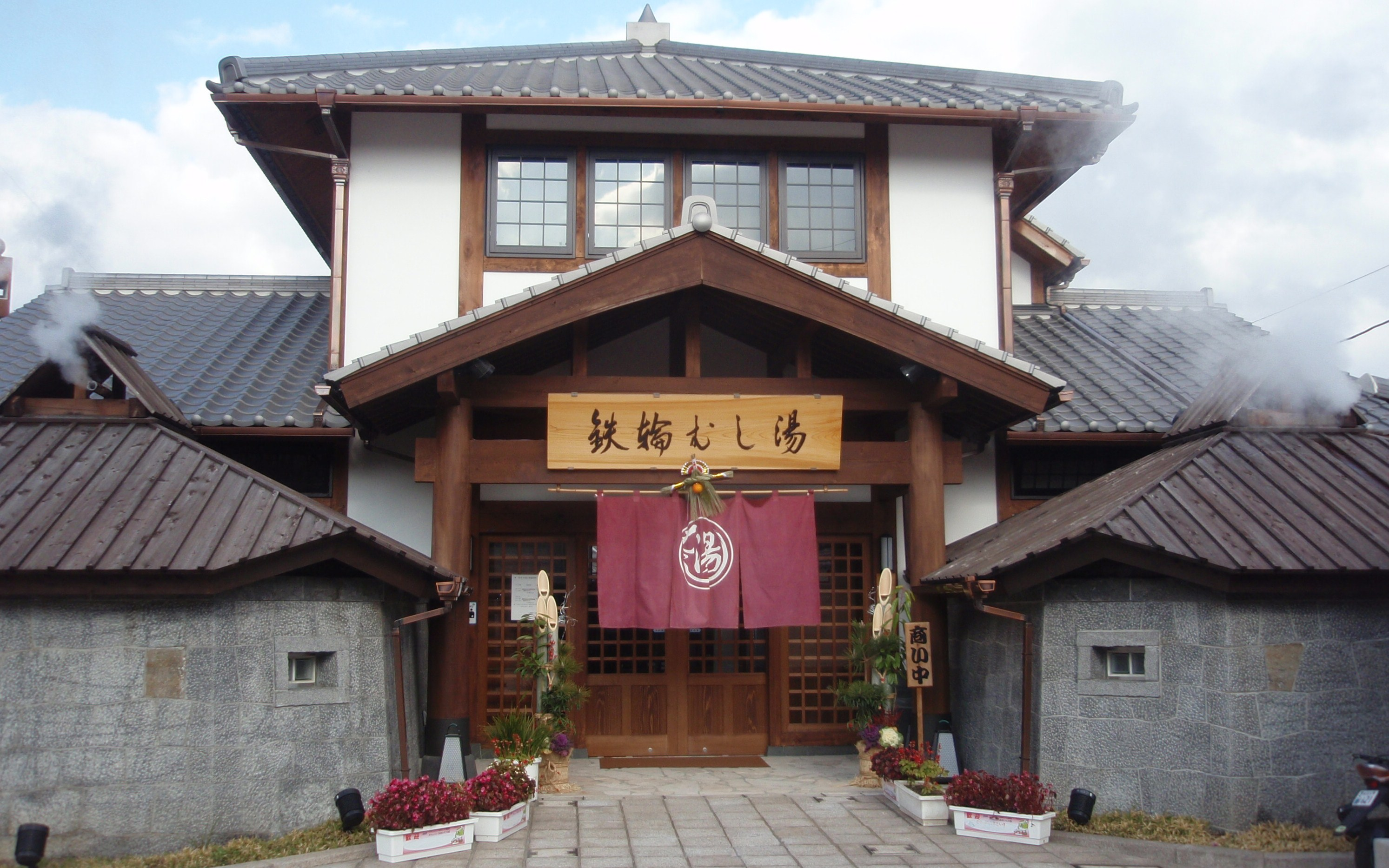
鉄輪温泉 鉄輪むし湯

## 各地の共同浴場例
- 飯坂温泉：鯖湖湯、波来湯ほか
- 磐梯熱海温泉：宝の湯、錦星湯、元湯
- いわき湯本温泉：さはこの湯、みゆきの湯、上の湯
- 伊東温泉：岡布袋の湯ほか
- 草津温泉：地蔵の湯ほか
- 野沢温泉：大湯ほか13箇所
- 山中温泉：菊の湯（『おくのほそ道』より芭蕉の句から菊）
- 山代温泉：総湯
- 片山津温泉：総湯
- 有馬温泉：金の湯、銀の湯
- 白浜温泉：牟婁の湯、崎の湯ほか
- 湯村温泉：薬師湯
- 七釜温泉：七釜温泉ゆーらく館
- 浜坂温泉：ユートピア浜坂
- 道後温泉：道後温泉本館、椿の湯
- 三瓶温泉：鶴の湯、亀の湯
- 別府温泉：竹瓦温泉や鉄輪むし湯などの市営温泉の他、別府市内には地元の人が管理する共同温泉が数百ヶ所ある。
- 由布院温泉：下ん湯
- 黒川温泉：穴湯
- 指宿温泉：村之湯温泉、二月田温泉殿様湯ほか多数